# متزانو
متزانو (به ایتالیایی: Mezzano) یک منطقهٔ مسکونی در ایتالیا است که در ترنتینو واقع شده‌است.

## خصوصیات
متزانو ۴۸٫۹ کیلومترمربع مساحت و ۱٬۶۴۴ نفر جمعیت دارد و ۶۴۰ متر بالاتر از سطح دریا واقع شده‌است.